# Ferragus (film, 1918)
Pour les articles homonymes, voir Ferragus (homonymie).
Ferragus (titre original : Die Dreizehn) est un film allemand réalisé par Alfred Halm sorti en 1918.
Il s'agit d'une adaptation du roman d'Honoré de Balzac Ferragus, paru en 1833 dans la Revue de Paris et édité en 1834 chez madame Charles-Béchet. Ferragus est le premier volet de l’Histoire des Treize, qui fait partie des Scènes de la vie parisienne, Études de mœurs, de La Comédie humaine.

## Synopsis
En février 1819. Auguste de Maulincour, jeune officier de cavalerie, se promenant dans un quartier mal famé de Paris, aperçoit au loin la jeune femme mariée, Clémence Desmarets, dont il est secrètement amoureux, se contentant de l’adorer de loin. 

## Fiche technique
- Titre original : Die Dreizehn
- Titre français : Ferragus
- Réalisation : Alfred Halm
- Scénario : Alfred Halm, d'après le roman éponyme d'Honoré de Balzac
- Producteur : Frederic Zelnik
- Société de production : Berliner Film-Manufaktur GmbH
- Pays d'origine :  Allemagne
- Format : Noir et blanc — Muet
- Genre : Film dramatique
- Dates de sortie :
  -  Allemagne : 14 septembre 1918	(Berlin)

## Distribution
- Hans Albers : Ferragus
- Bruno Eichgrün : l'agent de change Ortenstein
- Mady Christians : sa femme
- Adolf Klein : l'homme dans la maison sinistre
- Frida Richard